# Ergün Acuner
Ergün Acuner (* 18. Juni 1941 in Izmir; † 29. März 2002 in Maltepe, Istanbul) war ein türkischer Fußballspieler und -trainer. Obwohl er auch für den Erzrivalen Beşiktaş Istanbul spielte, wurde Acuner aufgrund seiner langjährigen Tätigkeit für Galatasaray Istanbul und als Eigengewächs stark mit diesem Verein assoziiert. Während seiner Spielerzeit bei Galatasaray trug er interimsweise auch die Kapitänsbinde. Aufgrund seiner als überragend bewerteten fußballerischen Fähigkeiten wurde er von der Fachpresse und seinen Mitspielern als Futbol virtüözü (deutsch Fußballvirtuose) bezeichnet.

## Spielerkarriere

### Verein
Acuner startete seine Fußballkarriere in der Nachwuchsabteilung von Galatasaray Istanbul. Im Sommer 1960 wurde er vom damaligen Cheftrainer Gündüz Kılıç in den Profikader aufgenommen und nahm am vorsaisonalen Vorbereitungscamp teil. Nach diesem Camp wurde er an den Ligakonkurrenten Izmirspor abgegeben. Bei diesem Verein etablierte er sich erst zum Stammspieler und anschließend zum Leistungsträger. Nachdem er zwei Spielzeiten für Izmirspor aktiv gewesen war, wurde er im Frühjahr 1962 zum Militärdienst eingezogen und fiel daher bis zum Herbst 1964 für alle Ligaspiele aus. Im April 1964 erließ der damalige türkische Generalstabschef Cevdet Sunay eine Regeländerung, wonach fortan Profifußballspieler auch während ihres Militärdienstes für ihre Vereine spielen durften. Nach dieser Regeländerung stieß Acuner im Herbst wieder zum Mannschaftskader. Binnen weniger Wochen eroberte er wieder seinen Stammplatz. In der Erstligasaison 1964/65 gelang ihm endgültig der Durchbruch als Spieler. So erzielte er als Mittelfeldspieler neun Tore, war damit erfolgreichster Torschütze seiner Mannschaft und einer der erfolgreichsten Torschützen der gesamten Liga.
Nach seinen guten Leistungen wurden die drei Istanbuler Vereine Fenerbahçe, Beşiktaş und Galatasaray auf Acuner wieder aufmerksam. Sein erster Verein Galatasaray überzeugte ihn schnell zu einem Wechsel und so kehrte Acuner nach fünf Jahren zu diesem Verein zurück. Das erste Spiel für Galatasaray absolvierte Acuner im Finale des Türkischen Fußballpokals der Vorsaison, welches kurz vor dem Ligastart ausgetragen wurde. Acuner wurde hier vom Cheftrainer Gündüz Kılıç in der Startelf aufgestellt und spielte über die gesamte Spiellänge. Das Spiel entschied Galatasaray mit 1:0 für sich, wodurch Acuner seinen ersten Titel auf Vereinsebene gewinnen konnte. Auch in der Liga war Acuner unter Kılıç als Stammspieler gesetzt und absolvierte 27 der möglichen 30 Ligaspiele. Seine Mannschaft beendete nach einem langen Kopf-an-Kopf-Rennen mit dem Erzrivalen Beşiktaş Istanbul die Saison hinter Beşiktaş als Vizemeister. Auch in der nächsten Saison blieb die Mannschaft hinter den Erwartungen und beendete die Saison als Tabellendritter. Im Türkischen Fußballpokal erreichte die Mannschaft währenddessen das Pokalfinale und setzte sich hier gegen den alten und neuen Meister Beşiktaş durch. Nach vier titellosen Spielzeiten in der türkischen Meisterschaft wurde im Sommer 1967 der langjährige Trainer Gündüz Kılıç von Bülent Eken abgelöst. Auch unter diesem neuen Trainer behielt Acuner seinen Stammplatz.
Nachdem auch mit diesem Trainer die erhoffte türkische Meisterschaft ausblieb, wurde im Sommer 1968 Tomislav Kaloperović als Cheftrainer eingestellt. Unter diesem Trainer gelang die türkische Meisterschaft, womit Acuner zum ersten Mal diesen Titel gewann. Zu diesem Erfolg steuerte Acuner mehrere Torvorlagen in 29 Spielen bei und galt als großer Vorlagengeber des Goalgetters Metin Oktay. Nachdem dieser im Sommer seine Karriere beendete und nicht mehr als Mannschaftskapitän fungieren konnte, trug u. a. auch Acuner die Kapitänsbinde. In der neuen Saison erlebte die Mannschaft eine sehr unruhige Spielzeit, in der der Trainer und einige Spieler in mehrere Kontroversen verwickelt waren. So wurden mehrere Spieler zeitweise aus dem Mannschaftskader suspendiert, unter anderem auch Acuner. Nach diesen Entwicklungen erklärte Kaloperović, er werde im Falle einer weiteren Zusammenarbeit mit Galatasaray über die laufende Saison hinaus, den Verkauf von Elmastaşoğlu und dessen Mitspielern Talat Özkarslı, Mehmet Oğuz, Ayhan Elmastaşoğlu fordern. Acuners Mannschaft beendete die Saison titelos und erreichte als einzigen Lichtblick im Europapokal der Landesmeister 1969/70 das Viertelfinale. Acuner wurde nach Saisonende vom neuen Trainer Brian Birch wieder in den Mannschaftskader aufgenommen und hatte maßgeblichen Anteil an der Meisterschaft der Erstligasaison 1970/71. Er war mit acht Toren nach Gökmen Özdenak und Metin Kurt der dritterfolgreichste Torschütze seiner Mannschaft. Ferner fungierte er in dieser Meisterschaftssaison als Spielmacher und gab so auch mehrere Torvorlagen.
Trotz seiner guten Saison 1970/71 verließ Acuner im Sommer 1971 Galatasaray und heuerte stattdessen beim Erzrivalen Beşiktaş Istanbul an. Für diesen Klub spielte er zwei Spielzeiten lang und gewann während dieser Zeit lediglich zweimal den TSYD-Istanbul-Pokal. Er spielte anschließend zwei Spielzeiten für Hatayspor. Nachdem er im Sommer 1975 keinen neuen Profiverein gefunden hatte, nahm er das Angebot des Istanbuler Amateurvereins Sultantepe SK an. Hier spielte er eine Saison und beendete dann seine Karriere.

### Nationalmannschaft
Während seiner Zeit bei Izmirspor wurde Acuner für den Kader der Türkischen U-21-Nationalmannschaft nominiert und gab am 2. Mai 1965 gegen die  Rumänische U-21-Nationalmannschaft sein U-21-Länderspieldebüt. Nach dieser Begegnung absolvierte Acuner bis zum Spätsommer 1967 vier weitere Spiele für die U-21-Auswahl.
Nach seinem Wechsel zu Galatasaray Istanbul rückte Acuner auch in den Fokus des Trainerstabs der türkischen Nationalmannschaft. So wurde er im Rahmen eines zum 23. April 1948 angesetzten EM1968-Qualifikationsspiels gegen die Irische Nationalmannschaft vom damaligen Nationaltrainer Adnan Süvari das erste Mal in den Kader der türkischen Nationalmannschaft berufen. Bei dieser Partie spielte er von Anfang an und gab sein Länderspieldebüt. Fortan gehörte er vier Jahre lang zu den regelmäßig nominierten Spielern und nahm mit der Nationalmannschaft am ECO-Cup 1967 und ECO-Cup 1969 teil. Beide Male konnte Acuner mit seiner Mannschaft diesen Pokal gewinnen.
Sein letztes Länderspiel absolvierte er am 13. Dezember 1970 gegen die Albanische Nationalmannschaft. Insgesamt spielte er 14-mal für die Türkische A-Nationalmannschaft und erzielte dabei drei Tore.

## Trainerkarriere
1976 war Acuner kurzfristig bei Gönenspor als Cheftrainer tätig.

## Tod
Acuner geriet in der Nacht zum 29. März 2002 beim Überqueren einer Eisenbahnschranke von Banliyö Trenleri, einer Art S-Bahn, unter die Eisenbahnräder und wurde tödlich verletzt. Auf Hinweis von Passanten identifizierte die Polizei Acuners Leiche. Ob es sich bei dem Unglück um einen Unfall oder einen Selbstmord handelte, konnte nicht ermittelt werden. Die Polizei sagte aus, dass Acuner zu dem Zeitpunkt des Unfalls stark alkoholisiert gewesen war. Er wurde nach dem Mittagsgebet in einer Istanbuler Moschee auf dem Karacaahmet Friedhof beigesetzt.

## Erfolge

### Als Spieler
Mit Galatasaray Istanbul
- Türkischer Meister: 1968/69, 1970/71
- Türkischer Pokalsieger: 1964/65, 1965/66
- Präsidenten-Pokalsieger: 1965/1966, 1968/69
- Pokal des Türkischen Sportjournalisten-Vereins: 1966/67, 1967/68, 1970/71
- Viertelfinalist im Europapokal der Landesmeister: 1969/70

Mit Beşiktaş Istanbul
- Pokal des Türkischen Sportjournalisten-Vereins: 1971/72, 1972/73

Türkische Nationalmannschaft
- ECO-Cup-Sieger: 1967, 1969